# Dark Horse (bài hát của Katy Perry)
"Dark Horse" (tạm dịch: Ngựa ô) là một bài hát thu âm bởi ca sĩ - nhạc sĩ người Mỹ Katy Perry hợp tác với rapper Juicy J. Bài hát được phát hành chính thức vào ngày 17 tháng 9 năm 2013 bởi Capitol Records như là đĩa đơn quảng bá đầu tiên từ album phòng thu thứ tư của Perry, Prism (2013). Ba tháng sau đó, bài hát được phát hành dưới dạng đĩa đơn chính thức thứ ba từ album vào ngày 17 tháng 12. Cả hai nghệ sĩ đồng sáng tác bài hát cùng những nhà sản xuất của nó bao gồm Max Martin, Cirkut, Dr. Luke, và Sarah Hudson. Nó được lên ý tưởng sáng tác bởi Perry và Hudson tại quê nhà của Perry ở Santa Barbara, California, và được Juicy J đưa vào những câu hát khác sau đó.
"Dark Horse" là sự kết hợp giữa thể loại nhạc Trap và nhạc hip hop. Bài hát là giọng ca "quyến rũ" và "trưởng thành" của Perry trong từng nốt nhạc với sự kết hợp giọng rap đặc trưng của Juicy J. Perry, trong một buổi phỏng vấn, nói rằng cô muốn bài hát phải mang trong nó "một chút gì đó xấu xa, một ý tưởng về thứ phép thuật đen tối", vì thế Perry đã viết bài hát dựa trên quan điểm của một phù thủy cảnh báo một người đàn ông không nên yêu cô ấy bởi vì nếu anh ta làm thì cô ấy sẽ trở thành người cuối cùng mà anh ấy có thể yêu. Bài hát cũng là một phần của cuộc thi được tài trợ bởi Pepsi trong đó người hâm mộ có thể chọn một trong 2 bài hát, "Dark Horse" hay "Walking On Air", sẽ được phát hành như đĩa đơn quảng bá đầu tiên từ album thông qua việc bỏ phiếu trên Twitter.
Sau khi phát hành, "Dark Horse" nhận được nhiều ý kiến từ các nhà phê bình âm nhạc, những người đã ca ngợi những thử nghiệm mới của Perry với thể loại nhạc urban và giọng hát của cô, nhưng cũng không quên có những đánh giá tích cực về sự kết hợp với Juicy J. "Dark Horse" đạt thành công về mặt thương mại lớn khi nó đạt vị trí quán quân tại Canada, Hà Lan và Hoa Kỳ. Nó cũng lọt vô được top 10 của gần 20 quốc gia bao gồm New Zealand, Thụy Điển, Vương Quốc Anh và Venezuela cũng như bảng xếp hạng Digital Songs của tạp chí Billboard. Perry biểu diễn trực tiếp bài hát đầu tiên tại lễ hội âm nhạc iHeartRadio Music Festival 2013 tại Las Vegas vào ngày 20 tháng 9 năm 2013. Buổi trình diễn lớn đầu tiên của bài hát trên truyền hình là tại Lễ trao giải Grammy lần thứ 56, tổ chức vào ngày 26 tháng 1 năm 2014. Tính đến thời điểm hiện tại, bài hát đã tiêu thụ 7,2 triệu bản trên toàn thế giới, trở thành một trong những đĩa đơn bán chạy nhất mọi thời đại.
Video âm nhạc của "Dark Horse" đã trở thành MV được xem nhiều nhất trong năm 2014. Vào ngày 9 tháng 6 năm 2015 MV của Dark Horse đã được chứng nhận 10xCertified của Vevo với hơn 3,3 tỷ lượt xem. Dark Horse là MV đầu tiên bởi một nữ nghệ sĩ đạt 1 tỷ lượt xem trên hệ thống này. Hiện nay video âm nhạc "Dark Horse" đã đạt hơn 3 tỉ lượt xem trên YouTube, là video ca nhạc được xem nhiều thứ hai của Katy Perry sau "Roar" và là MV có nhiều view thứ 3 thế giới của nghệ sĩ nữ (sau "Roar" của chính cô và "Waka waka" của Shakira )

## Sản xuất và thu âm
Lấy cảm hứng từ bộ phim The Craft phát hành năm 1996, Perry cùng người cộng sự của cô là Sarah Hudson đã viết những phần đầu tiên cho "Dark Horse" tại quê nhà của Perry ở Santa Barbara, California. Perry đã mô tả bài hát như "một sự đặt kề nhau", như sự hòa trộn giữa cô, một nghệ sĩ nhạc pop với "nhạc nền của thứ nhạc urban mang hương vị hip-hop"; và về lời bài hát được miêu tả là "rất xấu xa và đen tối" dựa trên quan điểm của một phù thủy cảnh báo một người đàn ông không nên yêu cô ấy bởi vì nếu anh ta làm thì cô ấy sẽ trở thành người cuối cùng mà anh ấy có thể yêu. Perry đã hỏi Dr.Luke liên lạc với một nghệ sĩ của hãng đĩa Kemosabe của anh ấy, đó chính là rapper người Mỹ Juicy J, người kết hợp với cô với tư cách nghệ sĩ khách mời. Juicy J thêm rằng Perry có một thái độ làm việc rất chuyên nghiệp và cô góp một phần đáng kể vào việc phát triển bài hát; anh ấy nói: "Những lời hát tôi đã viết trong bài hát đã được cô ấy thể hiện. Cô ấy thực sự là một thiên tài, cô ấy đã hòa trộn chúng và nói với những người sản xuất những gì cần đưa vào, những gì cần loại bỏ. Cô ấy thực sự liên quan chặt chẽ và chủ động với âm nhạc của cô ấy, cô ấy thực sự hiểu biết về âm nhạc".

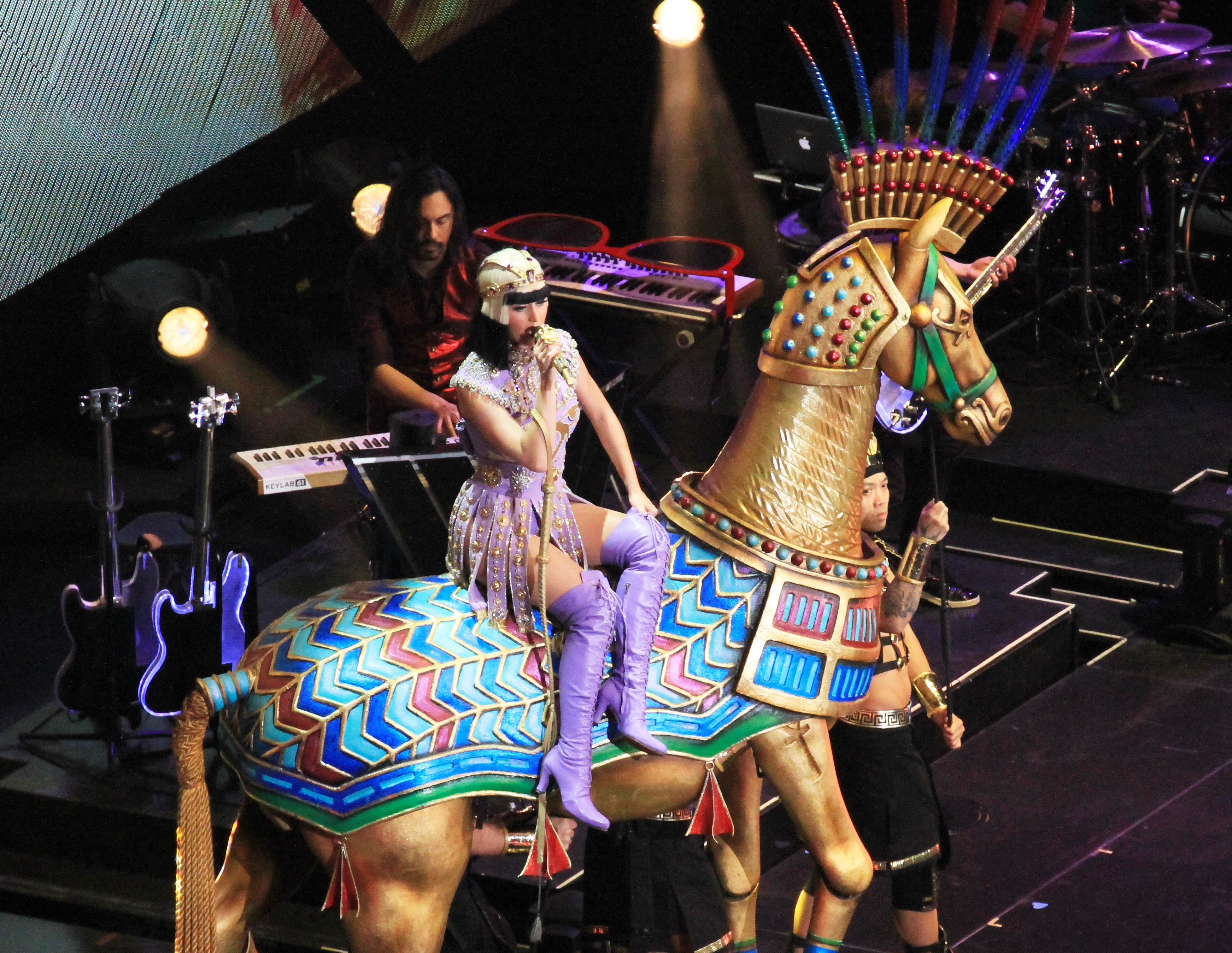
Katy Perry trình diễn "Dark Horse" trong The Prismatic World Tour tại Newark, New Jersey, 2014

"Dark Horse" được cho tiến hành ghi âm và phối kỹ thuật tại phòng thu âm Luke's in the Boo ở Malibu, phòng thu âm Conway ở Hollywood, phòng thu âm Playback ở Santa Barbara, California, phòng thu âm Secret Garden ở Montecito, và tại MXM Studios ở Stockholm, Thụy Điển. Những nhà phối khí bài hát bao gồm Peter Carlsson, Mike "Crazy Mike" Foster, Clint Gibbs, Sam Holland, và Michael Ilbert. Họ được hỗ trợ bởi Eric Eylands, Rachael Findlen, Justin Fox, Elliot Lanam, và Cory Bice. Nó được pha trộn bởi Serban Ghenea, trong khi đó John Hanes đảm nhiệm vai trò kỹ sư phối âm thanh. Mọi thiết bị ghi âm và nhạc cụ được thực hiện bởi Dr. Luke, Max Martin, và Cirkut.

## Sáng tác
"Dark Horse" được mô tả như một "bản mashup rap-techno miền Nam" ("Southern rap-techno mashup"), kết hợp giữa Trap và Hip-hop, với độ dài 3:35. Về nhạc lý, những câu hát được xây dựng dựa trên những giai điệu mang hướng đóng băng, chia nhỏ và nhào nặn cùng phần nhạc nền, trong khi đó phần điệp khúc cho thấy Perry hát với một sự cao trào lên dần dần. Theo Kathy Iandoli của MSN Entertainment, "Dark Horse" là một thứ hỗn hợp pha trộn các yếu tố "trippy pop", EDM, và dubstep. Theo các bản nhạc được xuất bản tại Musicnotes.com, "Dark Horse" được viết bằng khóa B♭. Giọng hát của Perry nằm trong khoảng từ nốt B♭3 đến nốt D♭5 và kéo theo đó là một dãy âm G♭ – D♭ – B♭m – B♭m/A♭. "Dark Horse" có nhịp độ 132 nhịp trên một phút (BPM), đây là nhịp độ thường thấy và điển hình cho phong cách nhạc Trap.
Một cây bút từ Winnipeg Free Press đã miêu tả bài hát như "một sự bao bọc, đường biên giới của cái bẫy nhạc pop nhếch nhác và nó như một phiên bản rút gọn của E.T. pha trộn với "Grindin'" của The Clipse", trước khi gọi nó là một sự bất ngờ, độc đáo và không thể ngăn cản. Sau khi phát hành, phần intro đầu của bài hát đã được so sánh với bài hát "Tinggallah Ku Sendiri" (Leave Me Alone) của nữ rocker người Indonesia, Nike Ardilla.

## Phát hành
Vào ngày 20 tháng 8 năm 2013, Pepsi đã hợp tác với Perry để quảng bá cho album phòng thu thứ tư của cô, Prism. Người hâm mộ đã có thể mở khóa được tên bài hát, lời bài hát và 2 đoạn nhạc khác từ Prism bằng việc tweet #KATYNOW. Sau khi người hâm mộ nghe 2 đoạn nhạc trên, họ sẽ chọn ra đoạn nhạc mà họ muốn được mua trên iTunes vào ngày 17 tháng 9 năm 2013 trước khi album được phát hành. Hai đoạn nhạc đó là "Dark Horse" và "Walking on Air". Tại lễ trao giải MTV Video Music Awards 2013 được tổ chức vào ngày 25 tháng 8 năm 2013, Perry đã tuyên bố bài hát giành chiến thắng là "Dark Horse" (64% phiếu bầu chọn). Bài hát được chính thức phát hành trên iTunes Stores vào ngày 17 tháng 9 năm 2013. Tuy nhiên do thành công thương mại quá lớn, nó được gửi đến các đài phát thanh vào ngày 17 tháng 12 năm 2013 như là đĩa đơn chính thức thứ ba từ Prism.

## Đánh giá phê bình
Nhiều ý kiến của các nhà phê bình đánh giá phần rap của Juicy J mang tính tiêu cực. Marc Hogan của tờ Spin gọi lời bài hát là "món salad của sự sáo rỗng" nhưng vẫn tin rằng bài hát có đầy đủ tiềm năng để trở thành một hit lớn với "phần điệp khúc cao trào" và là "tác phẩm điêu khắc với khâu sản xuất mềm mượt". Robert Copsey của Digital Spy đặt ra câu hỏi về sự quyết định không có một điệp khúc thích hợp trong "Dark Horse" và cả sự có mặt của Juicy J, mặc dù ông đã ca ngợi phần beat nhạc "nhếch nhác" và giọng hát "gợi cảm" của Perry. Ông đánh giá bài hát 4 trên 5 sao. Contributor Dylan Mial của Blogcritics nói rằng "sự sắp xếp cạnh nhau" của giọng hát của Perry và giọng rap của Juicy J mang lại "các thành phần cho một cơn bão âm nhạc hoàn hảo" và ủng hộ Perry cho sự độc đáo của đĩa đơn.
Keith Murphy từ Vibe thì gọi bài hát là "sự lây truyền gợi cảm", trong khi đó John Walker từ MTV cũng có những đánh giá tích cực về bài hát, mặc dù trong đánh giá của anh có viết rằng phần thể hiện của Juicy J như là "thu âm qua điện thoại". Sal Cinquemani của tạp chí Slant đã so sánh bài hát với bài hát "Moments In Love" của ban nhạc Art of Noise và gọi nó là phần tiếp nối của "E.T.", và xem nó như là một trong những bài hát nổi bật từ album. Helen Brown từ The Daily Telegraph thì chỉ trích phần rap của Juicy J rất "ngớ ngẩn". Từ AbsolutePunk, Craig Manning đã xếp "Dark Horse" là bài hát tồi tệ nhất album Prism cùng sự góp mặt của rapper trong nó. Marah Eakin từ The A.V. Club thì không hoàn toàn phê phán và phủ nhận bài hát, cô chỉ lưu ý rằng nó không nằm trong số "những bài hát hay nhất của Perry".
Chris Bosman từ Consequence of Sound có những đánh giá khác nhau về bài hát - trong khi anh ca ngợi bài hát cho cảm giác "đầy sức sống" và "di chuyển về phía trước" thì ngược lại anh lại chỉ trích phần hát của nghệ sĩ khách mời. Viết cho ABC News, Mesfin Fekadu đã nhận xét rằng "đội của cô đã làm tốt hơn" trong bài hát này và thấy rằng "hương vị của hip-hop miền nam với nhạc điện tử" như là một cỗ máy khiến cho bài hát "làm việc". Sam Lansky của trang web nhạc pop Idolator nói rằng "một chiếc bẫy mang hình thái khác thường" của bài hát "không bao giờ hoàn toàn liền lại được". Natalie Palmer từ Entertainmentwise thì chỉ trích phần rap của Juicy J và nói rằng bài hát không thể "cuốn đi ý nghĩ được".

## Diễn biến xếp hạng

### Bắc Mỹ
Tại bảng xếp hạng Billboard Hot 100, bài hát xuất hiện lần đầu tiên ở vị trí 17 vào ngày 5 tháng 10 năm 2013. Bài hát cũng ra mắt vị trí thứ 4 tại bảng xếp hạng Hot Digital Songs với 194.000 bản tiêu thụ. Với sự thành công bất ngờ của "Dark Horse", điều hành viên của hãng đĩa Capitol là VP Greg Thompson nói: "Katy nhận thức khá tốt được sự thành công của 'Dark Horse' và nó có thể sẽ là đĩa đơn tiếp theo. Chúng tôi theo dõi nó - chắc chắn những gì nó thể hiện trên Airplay - trong khi đó vẫn muốn 'Unconditionally' hoạt động một cách đầy đủ. Trong tháng 12, sau sự thành công của bài hát với tư cách là đĩa đơn quảng bá, nó được chọn trở thành đĩa đơn chính thức thứ ba từ Prism. Kết thúc tuần ngày 11 tháng 1 năm 2014, "Dark Horse" đã tiêu thụ hết 285.000 bản (tăng 158%) và xếp ở hạng 7 ở Hot Digital Songs.Tuần kế tiếp, bài hát leo lên vị trí thứ sáu của Billboard Hot 100 và vị trí thứ tư của Digital Songs khi bán thêm được 229.000 bản. Bài hát trở thành bài hát top 10 thứ 13 của Perry và là bài hát top 10 đầu tiên của Juicy J. Cũng trong tuần đó, bài hát ra mắt ở vị trí 34 tại bảng xếp hạng Billboard Hot Dance Club Songs. Bài hát leo lên vị trí 15 tại Billboard Pop Songs. Trong tuần kế tiếp, bài hát đạt quán quân Hot Digital Songs khi tiêu thụ thêm 243.000 bản và đồng thời leo lên vị trí thứ 4 Billboard Hot 100. Ngày 1 tháng 2 năm 2014, "Dark Horse" đứng đầu Hot Digital Song tuần thứ hai với việc tiêu thụ 263.000 bản, và leo lên vị trí á quân Hot 100. Tuần tiếp theo, ngày 8 tháng 2, bài hát vẫn giữ chân tại vị trí quán quân Hot Digital Song với 294.000 bản tiêu thụ, nhiều hơn so với những tuần trước đó. Ngày 29 tháng 1 năm 2014, "Dark Horse" đạt quán quân tại Hoa Kỳ, trở thành bài hát quán quân thứ 9 của Perry và quán quân đầu tiên của Juicy J. Perry cũng tạo nên kỷ lục trở thành nghệ sĩ duy nhất có được quán quân đều trong từng năm trong thập kỷ 2010. Tháng 5 năm 2014, "Dark Horse" đã tiêu thụ được 5.025.000 bản tại Hoa Kỳ, trở thành bài hát thứ sáu của cô vượt qua cột mốc 5 triệu bản bán ra, nó cũng được 3 lần chứng nhận Bạch kim. Bài hát giữ vị trí quán quân trong vòng 4 tuần từ ngày 8 tháng 2 đến ngày 1 tháng 3. Nó bị soán ngôi bởi "Happy" của Pharrell Williams. Bài hát cũng phá vỡ kỷ lục của Perry về bài hát nằm trong top 10 lâu nhất - "Dark Horse" có 22 tuần nằm trong top 10, phá vỡ kỷ lục trước đó của "E.T." với 20 tuần.
Ngaòi việc đứng đầu Hot 100, "Dark Horse" còn đứng đầu Pop Songs, mang về cho Perry quán quân thứ 11 tại bảng xếp hạng này. Thành tích này đưa cô và Rihanna trở thành những nghệ sĩ có nhiều quán quân tại Pop Songs. "Dark Horse" cũng dẫn đầu bảng xếp hạng Billboard Hot Dance Club Songs và trở thành bài hát quán quân thứ 13 của cô và tiếp tục phá vỡ kỷ lục cho số quán quân liên tiếp. Kỷ lục của cô trước đó được lập nên bởi đĩa đơn "Unconditionally" khi bài hát này đứng đầu bảng xếp hạng và trở thành quán quân thứ 12 liên tiếp.
Tại Canada, bài hát cũng đạt vị trí quán quân, trở thành bài hát quán quân thứ 10 của Perry và đầu tiên của Juicy J tại đây.

### Châu Đại Dương và châu Âu
Ngày 23 tháng 9 năm 2013, "Dark Horse" ra mắt ở vị trí thứ 10 bảng xếp hạng New Zealand Singles Chart, trở thành bài hát top 10 thứ 12 của Perry tại đây. Năm tuần sau đó, bài hát vươn lên vị trí á quân và giữ chân tại top 10 tổng cộng 16 tuần. Tại Úc, bài hát không được xếp hạng tại ARIA Top 100 Singles Chart nhưng tiến vào được bảng xếp hạng ARIA Top 50 Digital Tracks tại vị trí thứ 5.
Tại Vương Quốc Anh, vào ngày 22 tháng 9 năm 2013, "Dark Horse" xuất hiện lần đầu ở vị trí 21 tại bảng xếp hạng UK Singles Chart. Nó lại tiến vào bảng xếp hạng một lần nữa ở vị trí 19 vào ngày 2 tháng 2 năm 2014. Một tháng sau, bài hát vươn lên vị trí thứ 4. Vào ngày 23 tháng 1 năm 2014, bài hát trở lại với bảng xếp hạng Irish Singles Chart ở vị trí 47 trước khi vươn lên vị trí cao nhất là vị trí thứ 3.
Tại Hà Lan, vào ngày 10 tháng 10 năm 2013, "Dark Horse" ra mắt bảng xếp hạng Dutch Mega Top 100 ở vị trí 74, khi nó mới chỉ được phát hành như đĩa đơn quảng bá từ album. Hơn 3 tháng sau, khi bài hát được tái phát hành trở lại như một đĩa đơn chính thức, bài hát trở lại bảng xếp hạng ở vị trí 28. Sáu tuần sau đó, bài hát vươn lên vị trí quán quân. Bài hát cũng đạt vị trí đầu bảng tại bảng xếp hạng Dutch Top 40. Tại các quốc gia khác như Áo, Séc, Thụy Điển và Na Uy bài hát đạt vị trí á quân. "Dark Horse" cũng lọt vào được top 10 ở Phần Lan và Đan Mạch, với vị trí xếp hạng tương ứng là 5 và 6. "Dark Horse" dẫn đầu bảng xếp hạng Belgian Ultratop 50 Flandre và lọt top 10 ở tại Pháp và Đức. Tại Ý, ngày 13 tháng 3 năm 2014, bài hát xuất hiện tại bảng xếp hạng FIMI Official Top 20 ở vị trí 17, và sau 5 tuần, nó vươn lên được vị trí thứ 5. Bài hát được chứng nhận Vàng tại đây cho doanh số bán ra gồm 15.000 bản.

## Video âm nhạc

### Bối cảnh sản xuất
Trong một cuộc phỏng vấn với tạp chí Billboard tại lễ trao giải Grammy năm 2014, Juicy J nói rằng video âm nhạc cho bài hát sẽ được cho tiến hành ghi hình sớm; anh thêm rằng nó sẽ là "một cuốn phim lớn". Anh ấy tiếp tục quảng bá cho video khi nói: "Tôi thực sự không thể nói cho bạn biết bởi vì nó chắc chắn sẽ là một điều bất ngờ thú vị nhưng bây giờ tôi sẽ cho bạn biết điều này: Bạn đã xem cô ấy trong nhiều video khác, nhưng video này sẽ là một thứ to lớn. Mọi thứ cô ấy làm đều đáng nhận được điểm A."
Khi "Dark Horse" đạt được vị trí đầu bảng tại US Billboard Hot 100, Perry tuyên bố rằng cô đang cho tiến hành ghi hình cho video. Vào ngày 5 tháng 2 năm 2014, Perry tweet rằng video âm nhạc sẽ được cho phát hành sớm. Ngày 13 tháng 2 năm 2014, Perry đã cho phát hành bản xem trước của video âm nhạc tại tài khoản Vevo của cô ấy trên Youtube, cho thấy hình ảnh của đất nước Ai Cập cổ đại. Perry đóng vai nhân vật mang tên "Katy Pätra", dựa trên tên của nữ hoàng Ai Cập Cleopatra. Video âm nhạc được phát hành chính thức vào ngày 20 tháng 2 năm 2014.
Video âm nhạc được đạo diễn bởi Mathew Cullen, người đã từng đạo diễn video cho đĩa đơn năm 2010 của Perry, "California Gurls". Ý tưởng về video của Perry được cho là sự kết hợp giữa nền văn hóa Ai Cập cổ đại với nền hip-hop của Memphis, Tennessee. Nói về chủ đề của video, Cullen nói: "Đó là thứ âm nhạc đến tai tôi - khi người nghệ sĩ có một ý tưởng ghép đôi, hòa trộn để tạo một cái gì đó thật mới mẻ."

### Nội dung
Nội dung của video xoay quanh câu chuyện về các vị hoàng đế từ khắp nơi đến dâng các món lễ vật khác nhau để cầu hôn nữ hoàng "Katy Pätra" nhưng rồi lại bị phép thuật của nữ hoàng biến thành các món đồ khác nhau.
Trong phần mở đầu của video, cho thấy hình ảnh dòng chữ "a crazy long time ago" ở Memphis, Ai Cập. Phần lời mở đầu, nhân vật Katy Pätra (nữ hoàng của Memphis) xuất hiện với một chiếc váy trắng cùng bộ tóc giả màu xanh - trắng, đang nằm trên một chiếc thuyền lớn vào lúc hoàng hôn, với những kim tự tháp và những cây cọ ở phía sau. Phân cảnh tiếp theo của video cho thấy hình ảnh Pätra mặc một chiếc váy dài hơn và bộ tóc giả màu đen, ngồi trên ngai vàng ở một cung điện Nhân sư xa hoa, trong khi đó các Pharaoh tìm thật nhiều món quà đặc biệt và đắt tiền (ví dụ một viên kim cương lớn) nhằm chiến thắng được trái tim của nữ hoàng. Sau khi nhận được món quà cầu hôn đầu tiên, cô truyền tia sét từ bàn tay cô vào người đàn ông và biến anh ta thành một đống cát cùng những viên kim cương, cô coi những viên kim cương như những món trang sức và gắn lên răng của mình. Một Pharaoh khác đến cầu hôn cô bằng kẹo, những chiếc bánh cupcake, và những miếng phô mai cay. Cảm giác cay xuất hiện sau khi cô ăn một miếng phô mai cay, cô tức giận biến người đàn ông thành một ly nước lớn và uống nó. Trong một số phân đoạn phụ của video là hình ảnh Pätra xuất hiện như một bức tượng với một con trăn vàng cuốn quanh cùng những bức tượng thần giám hộ Ai Cập ở xung quanh, hay trong một cảnh với nền xanh khi cô ấy mặc một chiếc váy vàng và những ký tự cổ bằng vàng bay xung quanh. Đến đoạn rap thì Juicy J xuất hiện từ một quan tài bằng vàng; trong khi đó Pätra vẫn tiếp tục thu thập thêm những món quà cầu hôn tại ngai vàng của mình, chẳng hạn như một cỗ xe ngựa Ai Cập hay sự xuất hiện của Pharaoh đầu cá sấu và anh ta bị cô ấy biến thành một chiếc túi da. Trong đoạn điệp khúc cuối cùng, một Pharaoh mang đến cho Pätra một kim tự tháp vàng khổng lồ với đỉnh màu hồng mà cô bước lên đó. Khi lên tới đỉnh, Pätra ăn mặc như nữ thần Ai Cập Isis, sử dụng sức mạnh của mình để tạo nên phép ma thuật gây nên "cơn bão hoàn hảo" với những cuộn mây lớn màu hồng và màu tím. Sau khi làm điều này, Pätra biến Pharaoh này thành một con chó đầu người. Các kim tự tháp vàng bay kia trông tương tự như tàu vũ trụ của thần Ra trong Stargate.

### Tiếp nhận
Video âm nhạc nhận được nhiều sự chấp thuận của các nhà Ai Cập học với sự hóa thân của các nhân vật trong văn hóa Ai Cập cổ. Nói về vai diễn Cleopatra của Perry, Robert K. Ritner, giáo sư Ai Cập học đến từ trường Đại học Chicago nói: "Bất cứ ai đặt chúng cạnh nhau thì đều biết một vài thứ về huyền thoại Cleopatra. Ở đây có một số ví dụ mà tôi có thể sử dụng trong lớp học." Ritner và David P. Silverman, giáo sư Ai Cập học đến từ trường Đại học Pennsylvania và người phụ trách phần Ai Cập cổ đại của Viện bảo tàng Penn thì có những nhận xét về những điểm hay của video, ví dụ như cách trang điểm của Perry trong video rất giống với cách trang điểm của người phụ nữ Ai Cập cổ. Các cảnh trong video, như hình ảnh Pätra được sơn bạc như tượng và được những con rắn vàng quấn xung quanh, được ghi nhận như một sự tham chiếu về cái chết của Cleopatra khi bà bị cắn bởi rắn hổ. Hay hình ảnh Perry cầm chiếc kính con mắt của Horus để kiểm tra viên ngọc của người cầu hôn cô, được người Ai Cập cổ sử dụng như biểu tượng của sức khỏe và sự ổn định. Mặc dù Cleopatra không có được sức mạnh ma thuật siêu nhiên như Perry trong video âm nhạc, thì người Ai Cập cổ vẫn tin rằng các Pharaoh có một siêu năng lực quan trọng và tin vào sức mạnh của các thần linh.

### Lời cáo buộc báng bổ thần thánh
Video âm nhạc gây nên cuộc tranh cãi lớn trong giới đạo Hồi giáo khi họ chỉ trích phân cảnh Pharaoh đeo chiếc vòng cổ có ký tự mang ý nghĩa " thánh Allah" bị Perry tiêu diệt và biến thành cát bụi. Cảnh này diễn ra khi video đã trình chiếu được 1 phút 15 giây. Shazad Iqbal, một tín đồ đạo Hồi từ Bradford (Anh) - người khởi xướng đơn kiến nghị nói trên tại Change.org. anh xem đây là một sự báng bổ thần linh không thể chấp nhận được và đề nghị gỡ bỏ video này khỏi Youtube. Anh nói: "Video thể hiện một sự báng bổ rõ ràng bởi Katy Perry - trong vai một kẻ đối nghich với thần thánh - đã nhấn chìm các tín hữu trong ngọn lửa. Sử dụng tên thánh thần, dù là vị thánh của bất kỳ tôn giáo nào, một cách không thích đáng được xem là hành động không đúng đắn". Hơn 65.000 tín đồ đạo Hồi đã ký vào một bản kiến nghị, yêu cầu Perry phải chỉnh sửa video hoặc không phải gỡ bỏ nó. Theo BBC, mặc dù cảnh quay trên không được cắt khỏi video nhưng hình ảnh mặt dây chuyền đã được chỉnh sửa kỹ thuật số để "biến mất" khỏi cảnh quay. Sau khi video được chỉnh sửa, nhiều tín đồ Hồi giáo tỏ ra khá hài lòng, và Iqbal nói: "Chúng tôi không thể làm được điều này nếu thiếu sự hỗ trợ từ mọi người và tôi muốn gửi lời cảm ơn sâu sắc tới mỗi người trong các bạn, tiếng nói chúng ta đã được lắng nghe".

## Vi phạm bản quyền âm nhạc
Ngày 1 tháng 7 năm 2014, St. Louis Post-Dispatch một nhóm nhạc Cơ Đốc từ Missouri bao gồm Flame, Chike Ojukwu, Lecrae Moore và Emanuel Lambert đã đâm đơn kiện Perry, hãng đĩa Capitol và những người sáng tác nên "Dark Horse" vì vi phạm bản quyền và đạo nhái bài hát "Joyful Noise", một bài hát nằm trong album Our World: Redeemed phát hành năm 2008 của nhóm. Flame và Cho'zyn Boy nói rắng "Dark Horse" giống hệt "Joyful Nose" nhưng chỉ nhịp là khác khi "Dark Horse" chậm hơn khoảng 10 BPM. Ngoài việc kiện vì vi phạm bản quyền thì nhóm còn cho rằng Katy Perry đã đạo nhạc của họ cho "Dark Horse", đem vào đó những thông điệp phù thủy, ngoại giáo, ma thuật đen và sau đó trục lợi từ ca khúc.

## Biểu diễn trực tiếp
"Dark Horse" được Perry biểu diễn trực tiếp đầu tiên tại lễ hội âm nhạc iHeartRadio Music Festival 2013 tại Las Vegas vào ngày 20 tháng 9 năm 2013. Không lâu sau đó nó cũng được biểu diễn ở iTunes Festival diễn ra tại London. Perry cũng biểu diễn bài hát cùng Juicy J tại sự kiện We Can Survive ở Hollywood Bowl vào ngày 23 tháng 10. Perry trình diễn "Dark Horse" tại chương trình The Voice Đức vào ngày 13 tháng 12 năm 2013. Perry và Juicy J trình diễn bài hát tại Lễ trao giải Grammy lần thứ 56 vào ngày 26 tháng 1 năm 2014. Phần trình diễn mang đầy màu sắc tối tăm và bí ẩn với hình ảnh "khu rứng ma ám" với một chú ngựa chuyển động, múa cột bằng những cây chổi và biểu diễn với lửa. Perry trình diễn bài hát tại lễ trao giải BRIT Awards 2014 và màn biểu diễn với hiệu ứng của đèn neon mang phong cách Ai Cập, giống hình ảnh trong video âm nhạc.

## Danh sách bài hát
- Tải nhạc kỹ thuật số

1. "Dark Horse" – 3:35

- CD

1. "Dark Horse" – 3:35
2. "Dark Horse" (Johnson Somerset Remix) – 9:01

## Xếp hạng và chứng nhận
| Bảng xếp hạng (2013–14)                         | Vị trí cao nhất |
| ----------------------------------------------- | --------------- |
| Australia (ARIA Digital Track Chart)            | 5               |
| Áo (Ö3 Austria Top 40)                          | 2               |
| Bỉ (Ultratop 50 Flanders)                       | 1               |
| Bỉ (Ultratop 50 Wallonia)                       | 3               |
| Bulgary (IFPI)                                  | 1               |
| Brazil (Billboard Brasil Hot 100)               | 27              |
| Brazil Hot Pop Songs                            | 4               |
| Croatia (Croatian Airplay Radio Chart)          | 6               |
| Colombia (National-Report)                      | 4               |
| Cộng hòa Séc (Rádio Top 100)                    | 2               |
| Đan Mạch (Tracklisten)                          | 6               |
| Pháp (SNEP)                                     | 6               |
| Trường songid là BẮT BUỘC CHO BẢNG XẾP HẠNG ĐỨC | 6               |
| Greece Digital Songs (Billboard)                | 4               |
| Hungary (Single Top 40)                         | 8               |
| Hungary (Rádiós Top 40)                         | 27              |
| Ireland (IRMA)                                  | 3               |
| Israel (Media Forest)                           | 4               |
| Ý (FIMI)                                        | 5               |
| Nhật Bản (Japan Hot 100)                        | 91              |
| Lebanon (The Official Lebanese Top 20)          | 14              |
| Mexico (Monitor Latino)                         | 4               |
| Hà Lan (Dutch Top 40)                           | 1               |
| New Zealand (Recorded Music NZ)                 | 2               |
| Na Uy (VG-lista)                                | 2               |
| Ba Lan (Polish Airplay Top 100)                 | 1               |
| Bồ Đào Nha Digital Song Sales (Billboard)       | 10              |
| Romania (Romanian Top 100)                      | 3               |
| Scotland (OCC)                                  | 3               |
| Slovakia (Rádio Top 100)                        | 16              |
| South Africa (EMA)                              | 5               |
| Tây Ban Nha (PROMUSICAE)                        | 9               |
| Thụy Điển (Sverigetopplistan)                   | 2               |
| Thụy Sĩ (Schweizer Hitparade)                   | 4               |
| Anh Quốc (OCC)                                  | 4               |
| Hoa Kỳ Billboard Hot 100                        | 1               |
| Hoa Kỳ Adult Contemporary (Billboard)           | 6               |
| Hoa Kỳ Adult Pop Airplay (Billboard)            | 2               |
| Hoa Kỳ Dance Club Songs (Billboard)             | 1               |
| US Hot R&B/Hip-Hop Airplay (Billboard)          | 12              |
| Hoa Kỳ Latin Pop Songs (Billboard)              | 16              |
| Hoa Kỳ Pop Airplay (Billboard)                  | 1               |
| Venezuela Pop Rock (Record Report)              | 2               |

| Quốc gia                                                                           | Chứng nhận  | Số đơn vị/doanh số chứng nhận |
| ---------------------------------------------------------------------------------- | ----------- | ----------------------------- |
| Bỉ (BEA)                                                                           | Vàng        | 15.000*                       |
| Canada (Music Canada)                                                              | 3× Bạch kim | 0*                            |
| Đan Mạch (IFPI Đan Mạch)                                                           | Bạch kim    | 30.000^                       |
| Đức (BVMI)                                                                         | Vàng        | 250.000^                      |
| Ý (FIMI)                                                                           | Bạch kim    | 30.000*                       |
| New Zealand (RMNZ)                                                                 | 2× Bạch kim | 30.000*                       |
| Thụy Điển (GLF)                                                                    | 3× Bạch kim | 60.000‡                       |
| Anh Quốc (BPI)                                                                     | Bạch kim    | 600.000*                      |
| Hoa Kỳ (RIAA)                                                                      | 6× Bạch kim | 0‡                            |
| * Chứng nhận dựa theo doanh số tiêu thụ. ^ Chứng nhận dựa theo doanh số nhập hàng. |             |                               |

| Bảng xếp hạng (2013)            | Vị trí |
| ------------------------------- | ------ |
| New Zealand (Recorded Music NZ) | 29     |

## Lịch sử phát hành
| Quốc gia | Ngày phát hành            | Kiểu phát hành          | Hãng đĩa  |
| -------- | ------------------------- | ----------------------- | --------- |
| Toàn cầu | Ngày 17 tháng 9 năm 2013  | Tải nhạc kỹ thuật số    | Capitol   |
| Hoa Kỳ   | Ngày 17 tháng 12 năm 2013 | Đài phát thanh quốc gia | Capitol   |
| Hoa Kỳ   | Ngày 17 tháng 12 năm 2013 | Đài phát thanh âm nhạc  | Capitol   |
| Ý        | Ngày 14 tháng 2 năm 2014  | Đài phát thanh quốc gia | Universal |
| Đức      | Ngày 28 tháng 2 năm 2014  | CD                      | Capitol   |
| Hoa Kỳ   | Ngày 11 tháng 3 năm 2014  | Đài phát thanh đô thị   | Capitol   |